# SAMURAI DRIVE
SAMURAI DRIVE（サムライ・ドライブ）は、cuneが2001年に発表した楽曲。
シングル「星をみてれば」のカップリング曲。作詞：小林亮三、作曲：CUNE。
2002年にhitomiがシングル曲としてカバーした。

## hitomiのシングル
2002年1月9日に発売されたhitomiの23枚目のシングル。発売元は、avex trax。

### 解説
『huma-rhythm』の先行シングル。hitomi出演の花王「Brand-new AUBE」2001年CMソング。
表題曲の「SAMURAI DRIVE」はcuneのカバーである。この曲をカバーするにあたって、cune版の同曲歌詞の一人称「俺」がhitomi版では「僕」に差し替えられている。
hitomiのシングルとしては初のオリコンTOP3入りを果たしたシングルで、TOP3入りしたシングルはこの曲のみである。
前述のCMで使用された音源はボーカルのキーが高いバージョンであり、この音源はCDなどには収録されていない。
2021年12月22日には、『Infinity avex Recordシリーズ』の一つとして、8作目のシングル「BUSY NOW」との両A面7インチアナログ盤（AQJH-77512）が発売された。

### 収録曲
1. SAMURAI DRIVE
  - 作詞：Ryozo Kobayashi 作曲：CUNE 編曲：渡辺善太郎
2. 7(SEVEN)
  - 作詞：hitomi 作曲：長尾大 編曲：Tasuku
3. innocence(regenerated version)
  - 作詞：hitomi 作曲：北野正人 編曲：守時龍巳

### 収録アルバム
- huma-rhythm (#1)
- SELF PORTRAIT (#1)
- HTM〜TIARTROP FLES〜 (#2,3)
- peace (#1)

## その他のカバー
2016年10月15日にavex traxから発売されたコンピレーションアルバム『EXA IDOL COMPLEX～Super duper！』にてアイドルグループ虹色幻想曲 〜プリズム・ファンタジア〜によってカバーされた。カバーの際に新たにアレンジが加えられている。